# Ізомерний перехід
Ізоме́рний перехі́д (га́мма-ро́зпад) — радіоактивний розпад атомного ядра, що відбувається зі збудженого метастабільного стану з випромінюванням одного або кількох гамма-квантів.
Майже всі ядра мають, крім основного квантового стану, дискретний набір збуджених станів з більшою енергією (за винятком ядер 1H, 2H, 3H і 3He). Збуджені стани можуть заселятися або при ядерних реакціях, або в результаті радіоактивного розпаду інших ядер.
Більшість збуджених станів мають дуже малі тривалості життя (менше наносекунди). Однак існують і достатньо довгоживучі стани (чиї тривалості життя вимірюються мікросекундами, добами або роками), які називаються ядерними ізомерами, хоча границя між ними і короткоживучими станами досить умовна.
Ізомерні стани ядер, як правило, розпадаються в основний стан (інколи через декілька проміжних станів), при цьому випромінюються один або декілька гамма-квантів. Збудження ядра може зніматись також через внутрішню конверсію, результатом якої є виліт електрона з атомної оболонки. Крім того, ізомерні стани можуть розпадатися і через звичайні β- і α-розпади.